# Пикер-и-Арруфат, Андрес
Андрес Пикер-и-Арруфат (6 ноября 1711 — 3 февраля 1772, Валенсия Испания) — испанский врач и философ

.

## Биография
Родился 6 ноября 1711 года. Спустя некоторое время поступил в Университет в Валенсии и остался там же, где с 1742 по 1751 год заведовал кафедрой анатомии. С 1751 по 1772 год работал Лейб-медиком.
Скончался 3 февраля 1772 года.

## Научная деятельность
Андрес Пикер-и-Арруфат — автор ряда научных трудов по медицине.
- Много занимался вопросами истории медицины.
- Осуждал схоластику, которая убивала в науке всё живое.
- Разрабатывал вопросы обычной и врачебной этики.

### Избранные сочинения
- Пикер-и-Арруфат А. «Новейшая логика, или Искусство говорить правду и совершенствовать разум».— Валенсия, 1747.
- Пикер-и-Арруфат А. «Моральная философия для испанского юношества».— Валенсия, 1755.
- Пикер-и-Арркфат А. «Речь о применении философии к вопросам религии».— Мадрид, 1757.

### Членство в обществах
- Вице-президент Мадридской Медицинской академии.